# Krinicznyj (rejon millerowski)
Krinicznyj (ros. Криничный) – chutor w Rosji, w obwodzie rostowskim, w rejonie millerowskim. W 2010 liczył 187 mieszkańców.